# Nail Jakupov
Nail Railovitj Jakupov, ryska: Наиль Раилович Якупов, född 6 oktober 1993, är en rysk ishockeyspelare som spelar för SKA Sankt Petersburg i KHL.  
Han har tidigare spelat på NHL-nivå för Colorado Avalanche, St. Louis Blues och Edmonton Oilers och på lägre nivåer för Sarnia Sting i OHL och Reaktor Nizhnekamsk i MHL.
Yakupov är ansedd som en stor flopp i NHL då han som draftetta inte blev någon stor spelare i NHL.

## Karriär

### NHL
Jakupov valdes som första spelare i NHL Entry Draft 2012 då han valdes av Edmonton Oilers.
Efter en debutsäsong med 31 poäng 2012/13 levde Jakupov inte upp till förväntningarna i Oilers och trejdades till St. Louis Blues 7 oktober 2016, där han bara gjorde 9 poäng på 40 matcher under säsongen 2016/17. St. Louis valde att inte erbjuda honom ett kontrakt efter säsongen och istället skrev han på ett ettårskontrakt värt 875 000 dollar med Colorado Avalanche, 4 juli 2017.

### Landslagskarriär
Internationellt spelar Jakupov för Ryssland. Han var med i laget som tog silver i Juniorvärldsmästerskapet i ishockey 2012.

### Privatliv
Jakupov är en tatar från Tatarstan, och var en av få muslimska spelare i NHL.

## Statistik

### Klubbkarriär
| 2009–10    | Reaktor Nizjnekamsk     | MHL        | 14  | 4  | 2  | 6   | 26  | — | — | — | — | — |
| 2010–11    | Sarnia Sting            | OHL        | 65  | 49 | 52 | 101 | 71  | — | — | — | — | — |
| 2011–12    | Sarnia Sting            | OHL        | 42  | 31 | 38 | 69  | 30  | 4 | 2 | 3 | 5 | 4 |
| 2012–13    | Neftechimik Nizjnekamsk | KHL        | 22  | 10 | 8  | 18  | 33  | — | — | — | — | — |
| 2012–13    | Edmonton Oilers         | NHL        | 48  | 17 | 14 | 31  | 24  | — | — | — | — | — |
| 2013–14    | Edmonton Oilers         | NHL        | 63  | 11 | 13 | 24  | 36  | — | — | — | — | — |
| 2014–15    | Edmonton Oilers         | NHL        | 81  | 14 | 19 | 33  | 18  | — | — | — | — | — |
| 2015–16    | Edmonton Oilers         | NHL        | 60  | 8  | 15 | 23  | 24  | — | — | — | — | — |
| 2016–17    | St. Louis Blues         | NHL        | 40  | 3  | 6  | 9   | 14  | — | — | — | — | — |
| 2017–18    | Colorado Avalanche      | NHL        | 58  | 9  | 7  | 16  | 26  | — | — | — | — | — |
| 2018–19    | SKA Sankt Petersburg    | KHL        | —   | —  | —  | —   | —   | — | — | — | — | — |
| NHL totalt | NHL totalt              | NHL totalt | 350 | 62 | 74 | 136 | 142 | — | — | — | — | — |